# West Feliciana megye
West Feliciana megye az Amerikai Egyesült Államokban, azon belül Louisiana államban található. Megyeszékhelye és legnagyobb városa St. Francisville. Lakosainak száma 15 310 fő (2020. április 1.). West Feliciana megye Wilkinson, East Feliciana, West Baton Rouge, Pointe Coupee, Avoyelles és Concordia megyékkel határos.

## Népesség
A megye népességének változása:
| Lakosok száma | 15 622 | 15 469 | 15 437 | 15 444 | 15 385 | 15 310 |
|               | 2010   | 2011   | 2012   | 2013   | 2015   | 2020   |